# Mladen Zeljković
Mladen Zeljković (in serbo Младен Зељковић?; Novi Sad, 18 novembre 1987) è un calciatore serbo, difensore dello Jugović Kać.

## Carriera
In carriera ha giocato 11 partite di qualificazione alle coppe europee, di cui 4 per la Champions League e 7 per l'Europa League.